# Canciones de hotel
Canciones de Hotel es el nombre del álbum de estudio debut discográfico del grupo mexicano Playa Limbo lanzado en 2008.
Se caracteriza por su mezcla de tintes españoles y argentinos. El debut contiene catorce canciones compuestas por el grupo. En julio fue escogido como primer sencillo "El Eco de Tu Voz", el cual fue muy bien recibido por el público, posicionándolo en el primer lugar en las radios del país. También tuvo más popularidad porque fue escogido como tema central del programa de televisión 'La vida es una canción de TV Azteca.
A finales del año fue escogido como segundo sencillo 10 para las 10 el cual fue una canción más lírica y profesional que el sencillo anterior el cual también los posicionó en los primeros lugares de la radio. 
Poco después, como tercer y último sencillo de este disco fue escogida la canción "El Tiempo de Ti", el cual fue uno de los más exitosos, consiguiendo nuevamente posicionarse en el número uno de México y Centroamérica, así como el número 9 del Latin Pop Songs en los Estados Unidos.
Para agosto del 2008 el álbum es reeditado en una edición especial que contiene su propia versión del clásico "Así fue", tema publicado tres meses antes, y que se convirtió en el sencillo mejor vendido de esta primera etapa para la agrupación, alcanzando el número 1 en las listas de México, Costa Rica, Guatemala, Panamá, Bolivia y El Salvador, el top 5 en el Latin Pop Songs en los Estados Unidos, el top 10 en Colombia, Chile, Venezuela, Perú y Argentina, Top 40 en España y el número 24 en el Hot Latin Songs de los Estados Unidos. 
Esta edición también incluyó el tema de entrada de la telenovela "Un gancho al corazón" de Televisa, así como varias versiones de anteriores temas y un DVD con videoclips oficiales y fotogaleria. 
El álbum logró vender más de 500 mil copias entre Latinoamérica y los Estados Unidos.

## Lista de canciones

### Edición Estándar
1. "Regresará" (3:50)
2. "Sin" (3:26)
3. "El Eco De Tu Voz" (2:59)
4. "Sin Miedo" (4:03)
5. "Stúpida Canción" (4:59)
6. "Yo Digo Sí" (3:29)
7. "Limbo" (3:42)
8. "10 Para Las 10" (3:52)
9. "Andar" (3:46)
10. "El Tiempo De Ti" (5:05)
11. "Todo Lo Que Fuimos" (3:33)
12. "Instante Sublime" (3:44)
13. "Días De Sol" (3:48)
14. "Miel De Motel" (2:56)

### Edición Especial
1. "Regresará" (3:50)
2. "Sin" (3:26)
3. "El Eco De Tu Voz" (2:59)
4. "Sin Miedo" (4:03)
5. "Stúpida Canción" (4:59)
6. "Yo Digo Sí" (3:29)
7. "Limbo" (3:42)
8. "10 Para Las 10" (3:52)
9. "Andar" (3:46)
10. "El Tiempo De Ti" (5:05)
11. "Todo Lo Que Fuimos" (3:33)
12. "Instante Sublime" (3:44)
13. "Días De Sol" (3:48)
14. "Miel De Motel" (2:56)
15. "Regresará (Version O8)" (3:36) (Bonus Track)
16. "Un gancho al corazón" (3:01) (Bonus Track)
17. "Asi Fue" (4:16) (Bonus Track)
18. "Dias de sol (Version 08)" (3:56) (Bonus Track)
19. "10 para las 10(Version 08)"(3:56) (Bonus Track)

### Edición Especial (DVD)
1. El tiempo de ti (videoclip)
2. El eco de tu voz (videoclip)
3. 10 para las 10 (videoclip)
4. Así fue (videoclip)
5. Fotogalería
6. El tiempo de ti (Making)

## Sencillos Oficiales
- "El Eco de Tu Voz". (julio de 2007)
- "Diez Para Las 10". (octubre de 2007)
- "El Tiempo de Ti". (febrero de 2008)
- "Asi fue" (mayo de 2008)

## Sencillos Promocionales
- "Un gancho al corazón" (agosto de 2008) (Tema principal de la telenovela mexicana Un gancho al corazón)

## Videoclips
- El Eco de Tu Voz (2007)
- Diez Para Las 10 (2007/2008)
- El Tiempo de Ti (2008)
- Así fue (2008)

## Certificaciones
| País   | Organismo certificador | Certificación | Ventas | Ref. |
| ------ | ---------------------- | ------------- | ------ | ---- |
| México | AMPROFON               | Oro           | 50.000 |      |